# Tennis op de Paralympische Zomerspelen 2016
Op de XVe Paralympische Zomerspelen die in 2016 werden gehouden in Rio, Brazilië was rolstoeltennis een van de 23 sporten die werden beoefend.

## Toernooi-onderdelen

### Mannen

#### Enkelspel
| Plaats | Land | Naam           |
| ------ | ---- | -------------- |
| Goud   | GBR  | Gordon Reid    |
| Zilver | GBR  | Alfie Hewett   |
| Brons  | BEL  | Joachim Gérard |

#### Dubbelspel
| Plaats | Land | Naam                             |
| ------ | ---- | -------------------------------- |
| Goud   | FRA  | Stéphane Houdet / Nicolas Peifer |
| Zilver | GBR  | Alfie Hewett / Gordon Reid       |
| Brons  | JPN  | Shingo Kunieda / Satoshi Saida   |

### Vrouwen

#### Enkelspel
| Plaats | Land | Naam            |
| ------ | ---- | --------------- |
| Goud   | NED  | Jiske Griffioen |
| Zilver | NED  | Aniek van Koot  |
| Brons  | JPN  | Yui Kamiji      |

#### Dubbelspel
| Plaats | Land | Naam                             |
| ------ | ---- | -------------------------------- |
| Goud   | NED  | Jiske Griffioen / Aniek van Koot |
| Zilver | NED  | Marjolein Buis / Diede de Groot  |
| Brons  | GBR  | Lucy Shuker / Jordanne Whiley    |

### Quad
Quad is een afkorting van quadriplegie, en wordt in het rolstoeltennis gebruikt voor een man of vrouw die niet alleen een loopbeperking, maar ook een beperkte hand- of armfunctie heeft.

#### Enkelspel
| Plaats | Land | Naam           |
| ------ | ---- | -------------- |
| Goud   | AUS  | Dylan Alcott   |
| Zilver | GBR  | Andy Lapthorne |
| Brons  | USA  | David Wagner   |

#### Dubbelspel
| Plaats | Land | Naam                            |
| ------ | ---- | ------------------------------- |
| Goud   | AUS  | Dylan Alcott / Heath Davidson   |
| Zilver | USA  | Nick Taylor / David Wagner      |
| Brons  | GBR  | Jamie Burdekin / Andy Lapthorne |

## Medaillespiegel
| Plaats | Land                         | NPC    | Goud | Zilver | Brons | Totaal |
| 1      | Vlag van Nederland           | NED    | 2    | 2      | 0     | 4      |
| 2      | Vlag van Australië           | AUS    | 2    | 0      | 0     | 2      |
| 3      | Vlag van Verenigd Koninkrijk | GBR    | 1    | 3      | 2     | 6      |
| 4      | Vlag van Frankrijk           | FRA    | 1    | 0      | 0     | 1      |
| 5      | Vlag van Verenigde Staten    | USA    | 0    | 1      | 1     | 2      |
| 6      | Vlag van Japan               | JPN    | 0    | 0      | 2     | 2      |
| 7      | Vlag van België              | BEL    | 0    | 0      | 1     | 1      |
| Totaal | Totaal                       | Totaal | 6    | 6      | 6     | 18     |

Atletiek · Bankdrukken · Basketbal · Blindenvoetbal · Boogschieten · Boccia · CP-voetbal · Goalball · Judo · Kanovaren · Paardensport · Roeien · Rugby · Schermen · Schietsport · Tafeltennis · Tennis · Triatlon · Volleybal · Wielersport · Zeilen · Zwemmen
Seoel 1988 ·
Barcelona 1992 ·
Atlanta 1996 ·
Sydney 2000 ·
Athene 2004 ·
Peking 2008 ·
Londen 2012 ·
Rio de Janeiro 2016 ·
Tokio 2020 ·
Parijs 2024 ·
Los Angeles 2028